# چگونه با مادرتان آشنا شدم (فصل ۹)
نهمین و آخرین فصل سریال کمدی موقعیت آمریکایی چگونه با مادرتان آشنا شدم، در ۲۳ سپتامبر ۲۰۱۳ در شبکه سی‌بی‌اس با پخش دو اپیزود آغاز شد و در مارس سال ۲۰۱۴ به پایان خواهد رسید. کریستین میلیوتی که در آخرین قسمت فصل ۸، به عنوان «مادر» معرفی شد، در این فصل به بازیگران اصلی مجموعه پیوست و به این صورت، برای نخستین بار در این سریال، بازیگری به بازیگران اصلی سریال اضافه شد. فصل نهم دارای ۲۴ قسمت که طول زمان هر یک حداکثر ۲۲ دقیقه‌است، خواهد بود. داستان سریال دقیقاً از جایی شروع می‌شود که فصل هشتم به پایان رسید و اتفاقات آخر هفتهٔ منجر به عروسی رابین و بارنی را پوشش می‌دهد. در طول این آخر هفته، «مادر» یک‌به‌یک با شخصیت‌های لیلی، بارنی، رابین، مارشال و نهایتاً تد آشنا می‌شود. این فصل همچنین دارای فلش‌بک و فلش‌فورواردهایی در جهت آشنایی بیشتر با شخصیت مادر خواهد بود. 
کریگ توماس در مصاحبه‌ای اعلام کرد که در این فصل «هرچیزی ممکن است رخ دهد».

## بازیگران

### بازیگران اصلی
- جاش رادنر در نقش تد موزبی
- جیسون سیگل در نقش مارشال اریکسن
- کوبی اسمالدرز در نقش رابین شرباتسکی
- کریستین میلیوتی در نقش مادر/ تریسی مک‌کانل
- نیل پاتریک هریس در نقش بارنی استینسون
- آلیسون هانیگان در نقش لیلی آلدرین
- باب سگت در نقش تد موزبی آینده (فقط صدا)

### شخصیت‌های دوره‌ای و مهمان
- لیندزی فونسکا در نقش پنی دختر تد
- دیوید هنری در نقش لوک پسر تد
- رابرت بلوشی در نقش لاینوس
- شری شپرد در نقش دافنه
- وین بردی، در نقش جیمز استینسون
- مارشال منش، در نقش رانجیت
- ویلیام زابکا در نقش خودش
- راجر بارت در نقش کورتیس
- تیم گان در نقش خودش
- فرانسیس کانروی در نقش لورتا استینسون
- جو نیوز در نقش کارل
- الن دی. ویلیامز در نقش پاتریس
- تریسی آلمن در نقش جنویو شروباتسکی
- کریستین رز در نقش ویرجینیا موزبی
- آنا کمپ در نقش کیسی
- اندرو رنلز در نقش دارن
- سوزی پلکسون در نقش جودی اریکسن
- ابی الیوت در نقش جنت پترسون
- لو فرینیو جونیور در نقش لوئیس
- ری وایز در نقش رابین شرباتسکی، پدر
- جان لیسگو در نقش جروم ویتاکر
- بن ورین در نقش سم گیبس
- تاران کیلام در نقش گری بلاومن
- ویرجینیا ویلیامز در نقش کلودیا باورز
- مت بورن در نقش استوارت باورز
- هری گرونر در نقش کلینت
- لین-منوئل میرندا در نقش گاس
- برایان کرانستون در نقش هاموند درودرز
- جون هدر در نقش نارشال
- جیمز ون در بیک در نقش سایمون
- استیسی کیبلر در نقش کارینا
- نازنین بنیادی در نقش نورا
- آپریل بالبی در نقش مگ
- کیتی والدر در نقش شانون
- اوا اموری در نقش شلی
- مارک دروین در نقش گرگ
- ریچل بیلسون در نقش سیندی
- آلن تیک در نقش خودش
- اَدم پاول در نقش مرد برهنه
- سارا چالک در نقش استلا زینمن
- اشلی ویلیامز، در نقش ویکتوریا
- بیل فیجرباک در نقش ماروین اریکسن، پدر
- کریس کاتان در نقش جد موزلی
- لوسی هیل در نقش کتی شرباتسکی
- کریس الیوت در نقش میکی الدرین
- کایل مک‌لاکلن در نقش کاپیتان
- لورا بل باندی در نقش بکی
- جنیفر موریسون در نقش زویی پیرسون
- کل پن در نقش کوین
- الکسیس دنیسوف در نقش سندی ریورز
- دیوید برتکا در نقش اسکوتر
- هورهه گارسیا در نقش استیو هنری
- ابیگیل اسپنسر در نقش بلاه بلاه/ کارول
- جای رودریگز در نقش تام

## قسمت‌‌ها
| شم. کلی | شم. در فصل | عنوان                                | کارگردان     | نویسنده                 | تاریخ انتشار اصلی | کد تولید | US تعداد بیننده (میلیون) |
| ------- | ---------- | ------------------------------------ | ------------ | ----------------------- | ----------------- | -------- | ------------------------ |
| ۱۸۵     | ۱          | «لاکت»                               | پاملا فرایمن | کارتر بیز و کریگ توماس  | ۲۳ سپتامبر ۲۰۱۳   | 9ALH01   | 9.40                     |
| ۱۸۶     | ۲          | «بازگشت»                             | پاملا فرایمن | کارتر بیز و کریگ توماس  | ۲۳ سپتامبر ۲۰۱۳   | 9ALH02   | 9.40                     |
| ۱۸۷     | ۳          | «آخرین بار در نیویورک»               | پاملا فرایمن | کریگ جرارد و متیو زینمن | ۳۰ سپتامبر ۲۰۱۳   | 9ALH04   | 7.87                     |
| ۱۸۸     | ۴          | «رمز شکسته»                          | پاملا فرایمن | مت کوهن                 | ۷ اکتبر ۲۰۱۳      | 9ALH03   | 7.53                     |
| ۱۸۹     | ۵          | «بازی پوکر»                          | پاملا فرایمن | دن گریگور و دگ مند      | ۱۴ اکتبر ۲۰۱۳     | 9ALH05   | 7.98                     |
| ۱۹۰     | ۶          | «نایت ویژن»                          | پاملا فرایمن | کریس هریس               | ۲۱ اکتبر ۲۰۱۳     | 9ALH07   | 7.64                     |
| ۱۹۱     | ۷          | «هیچ سئوالی پرسیده نشود»             | پاملا فرایمن | استیون لوید             | ۲۸ اکتبر ۲۰۱۳     | 9ALH06   | 7.63                     |
| ۱۹۲     | ۸          | «فانوس دریایی»                       | پاملا فرایمن | ریچل آکسلر              | ۴ نوامبر ۲۰۱۳     | 9ALH08   | 8.67                     |
| ۱۹۳     | ۹          | «افلاطونی»                           | پاملا فرایمن | جرج اسلون               | ۱۱ نوامبر ۲۰۱۳    | 9ALH10   | 8.08                     |
| ۱۹۴     | ۱۰         | «مامان و بابا»                       | پاملا فرایمن | کارتر بیز و کریگ توماس  | ۱۸ نوامبر ۲۰۱۳    | 9ALH09   | 8.11                     |
| ۱۹۵     | ۱۱         | «داستان‌های قبل از خواب»              | پاملا فرایمن | کارتر بیز و کریگ توماس  | ۲۵ نوامبر ۲۰۱۳    | 9ALH12   | 7.64                     |
| ۱۹۶     | ۱۲         | «شام تمرینی»                         | پاملا فرایمن | چاک تتهام               | ۲ دسامبر ۲۰۱۳     | 9ALH11   | 8.04                     |
| ۱۹۷     | ۱۳         | «بازیکن باس تحت تعقیب است»           | پاملا فرایمن | کارتر بیز و کریگ توماس  | ۱۶ دسامبر ۲۰۱۳    | 9ALH13   | 7.71                     |
| ۱۹۸     | ۱۴         | «سیلی زدن ۳: سيلی زدن درمورد ازدواج» | پاملا فرایمن | کارتر بیز و کریگ توماس  | ۱۳ ژانویه ۲۰۱۴    | 9ALH15   | 8.59                     |
| ۱۹۹     | ۱۵         | «لغو مکث»                            | پاملا فرایمن | کریس هریس               | ۲۰ ژانویه ۲۰۱۴    | 9ALH14   | 8.83                     |
| ۲۰۰     | ۱۶         | «چگونه مادرتان با من آشنا شد»        | پاملا فرایمن | کارتر بیز و کریگ توماس  | ۲۷ ژانویه ۲۰۱۴    | 9ALH16   | 10.81                    |
| ۲۰۱     | ۱۷         | «طلوع خورشید»                        | پاملا فرایمن | کارتر بیز و کریگ توماس  | ۳ فوریه ۲۰۱۴      | 9ALH18   | 9.98                     |
| ۲۰۲     | ۱۸         | «رالی»                               | پاملا فرایمن | کارتر بیز و کریگ توماس  | ۲۴ فوریه ۲۰۱۴     | 9ALH17   | 9.28                     |
| ۲۰۳     | ۱۹         | «وزوویوس»                            | پاملا فرایمن | باربارا ادلر            | ۳ مارس ۲۰۱۴       | 9ALH19   | 9.11                     |
| ۲۰۴     | ۲۰         | «دیزی»                               | پاملا فرایمن | کارتر بیز و کریگ توماس  | ۱۰ مارس ۲۰۱۴      | 9ALH20   | 7.70                     |
| ۲۰۵     | ۲۱         | «گری بلاومن»                         | پاملا فرایمن | کورتنی کنگ              | ۱۷ مارس ۲۰۱۴      | 9ALH22   | 7.78                     |
| ۲۰۶     | ۲۲         | «انتهای راهرو»                       | پاملا فرایمن | کارتر بیز و کریگ توماس  | ۲۴ مارس ۲۰۱۴      | 9ALH21   | 9.04                     |
| ۲۰۷۲۰۸  | ۲۳۲۴       | «برای همیشه»                         | پاملا فرایمن | کارتر بیز و کریگ توماس  | ۳۱ مارس ۲۰۱۴      | 13.13    |                          |

## بازخورد
فصل نهم چگونه با مادرتان آشنا شدم اکثراً نقدهای مثبتی از منتقدان دریافت کرد و استقبال بهتری نسبت به فصل قبل داشت. وب‌سایت جمع‌آوری نقد راتن تومیتوز بر اساس ۱۰ بررسی، 
٪۸۰ امتیاز تأیید را برای فصل با میانگین امتیاز ۷.۳/۱۰ ارائه کرد. در پایان فصل، مکس نیکلسون آی‌جی‌ان یک نقد منفی به فصل داد و نوشت: «چگونه با مادرتان آشنا شدم طرفداران پس از تماشای پایان سریال احساس خیانت کردند - و قابل درک است که پس از اینکه فصل نهم ۲۲ قسمت از ۲۴ قسمت خود را صرف ساختن عروسی کرد که اساساً بی معنی بود. در نگاهی به گذشته، تقریباً هر آرک دیگری می‌توانست پایه و اساس بهتری برای فصل نهم ایجاد کند، از جمله قسمت پایانی سریال. در پایان، داستان گویی نامتعادل، عدم تمرکز و انحرافات غیر خنده دار منجر به سقوط نهایی سریال شد.» آدام ویتکاویج از مجله پیست، فصل را نقدی ملایم کرد و گفت: «هیچ چیز خیلی خنده دار نبود، اما ترکیبی عالی از خنده و لحظات شیرین بود که واقعاً تمام قسمت‌های ضعیف چند فصل گذشته را جبران می‌کند.»